# Antonică Dijmărescu
Antonică Dijmărescu (n. 4 iulie 1937) este un fost deputat român în legislatura 1990-1992, ales în județul Caraș-Severin pe listele partidului Ecologist-SD.